# Кредитна політика
Кредитна політика банку — це стратегія і тактика банку щодо залучення коштів та спрямування їх на кредитування клієнтів банку (позичальників) на основі принципів: поверненості, строковості, цільового використання, забезпеченості, платності.